# Hadriwa (Vorderer Bayerischer Wald)
Der Hadriwa [Hádriwɐ] ist ein 922 m ü. NHN hoher vollständig bewaldeter Berg bei Elisabethszell, Gemeinde Haibach im Bayerischen Wald. Er ist die höchste Erhebung des Höhenzugs zwischen dem Klinglbach und Grüner Bach im Osten und Elisabethszeller Bach und der Menach mit ihren Seitenbächen im Westen.
Der Hadriwa ist laut einer Potentialanalyse einer von 16 möglichen Top-Standorten für Pumpspeicherwerke in Bayern. Im Landkreis Straubing-Bogen werden auch der unmittelbar südlich gelegene Pfarrerberg und der Kobelberg bei Wiesenfelden zu diesen in besonderer Weise geeigneten Standorten für Pumpspeicherwerke gerechnet.
Bis etwa zum Beginn des 20. Jahrhunderts bestand nahe dem Gipfel die Einöde Hadriwa, deren Spuren heute noch durch Reste eines Gebäudes und gut erhaltene Lesesteinmauern sichtbar sind.
Die Herkunft des Namens ist ungeklärt. Eine der Namensdeutungen basiert auf dem tschechischen Wort „Hadr“, für Uneinigkeit, Streit, Zank und der Tatsache einer früheren Gebietsgrenze der Klöster Oberalteich und Windberg in diesem Bereich. Auch eine weitere Deutung bezieht sich auf ein tschechisches Wort, auf „Had“ für Schlange.
Es gibt noch einen weiteren Berg Hadriwa (677 m) im Bayerischen Wald in der Gemeinde  Zell, Landkreis Cham.